# Karanos (prins)
Karanos av Makedonien,  död 336 f.Kr., var en prins av Makedonien, son till kung Filip II av Makedonien.
Han uppges ha mördats av sin halvbror Alexander den store strax efter dennas trontillträde, eftersom Alexander ska ha fruktat hans anspråk på tronen. Hans hans mor och syster uppges ha mördats vid samma tillfälle; i deras fall på order av Alexanders mor Olympias. 